# Saint-Hilaire-de-Lusignan
Pour les articles homonymes, voir Saint-Hilaire et Lusignan.
Saint-Hilaire-de-Lusignan est une commune du Sud-Ouest de la France, située dans le département de Lot-et-Garonne (région Nouvelle-Aquitaine).

## Géographie

### Localisation
Commune de l'aire d'attraction d'Agen située dans son unité urbaine à une dizaine de kilomètres au nord-ouest d'Agen en Agenais entre les villes de Bordeaux et Toulouse.

### Communes limitrophes
Les communes limitrophes sont Madaillan, Sérignac-sur-Garonne, Clermont-Dessous, Colayrac-Saint-Cirq, Lusignan-Petit et Montesquieu.
|                  | Lusignan-Petit            | Madaillan           |
| Clermont-Dessous | Saint-Hilaire-de-Lusignan |                     |
| Montesquieu      | Sérignac-sur-Garonne      | Colayrac-Saint-Cirq |

### Hydrographie
La commune est bordée au sud-ouest par la Garonne et traversée par son affluent le Ruisseau de Bourbon.

### Climat
Pour des articles plus généraux, voir Climat de la Nouvelle-Aquitaine et Climat de Lot-et-Garonne.
Historiquement, la commune est exposée à un climat océanique aquitain.  
En 2020, Météo-France publie une typologie des climats de la France métropolitaine dans laquelle la commune est exposée à un climat océanique altéré et est dans la région climatique Aquitaine, Gascogne, caractérisée par une pluviométrie abondante au printemps, modérée en automne, un faible ensoleillement au printemps, un été chaud (19,5 °C), des vents faibles, des brouillards fréquents en automne et en hiver et des orages fréquents en été (15 à 20 jours).
Pour la période 1971-2000, la température annuelle moyenne est de 13,3 °C, avec une amplitude thermique annuelle de 15,4 °C. Le cumul annuel moyen de précipitations est de 794 mm, avec 9,7 jours de précipitations en janvier et 6,5 jours en juillet. Pour la période 1991-2020, la température moyenne annuelle observée sur la station météorologique la plus proche, située sur la commune de Prayssas à 7 km à vol d'oiseau, est de 13,9 °C et le cumul annuel moyen de précipitations est de 815,5 mm,. Pour l'avenir, les paramètres climatiques de la commune estimés pour 2050 selon différents scénarios d’émission de gaz à effet de serre sont consultables sur un site dédié publié par Météo-France en novembre 2022.

## Urbanisme

### Typologie
Au 1er janvier 2024, Saint-Hilaire-de-Lusignan est catégorisée commune rurale à habitat dispersé, selon la nouvelle grille communale de densité à sept niveaux définie par l'Insee en 2022.
Elle appartient à l'unité urbaine d'Agen, une agglomération intra-départementale regroupant 16  communes, dont elle est une commune de la banlieue,,. Par ailleurs la commune fait partie de l'aire d'attraction d'Agen, dont elle est une commune de la couronne,. Cette aire, qui regroupe 81 communes, est catégorisée dans les aires de 50 000 à moins de 200 000 habitants,.

### Occupation des sols

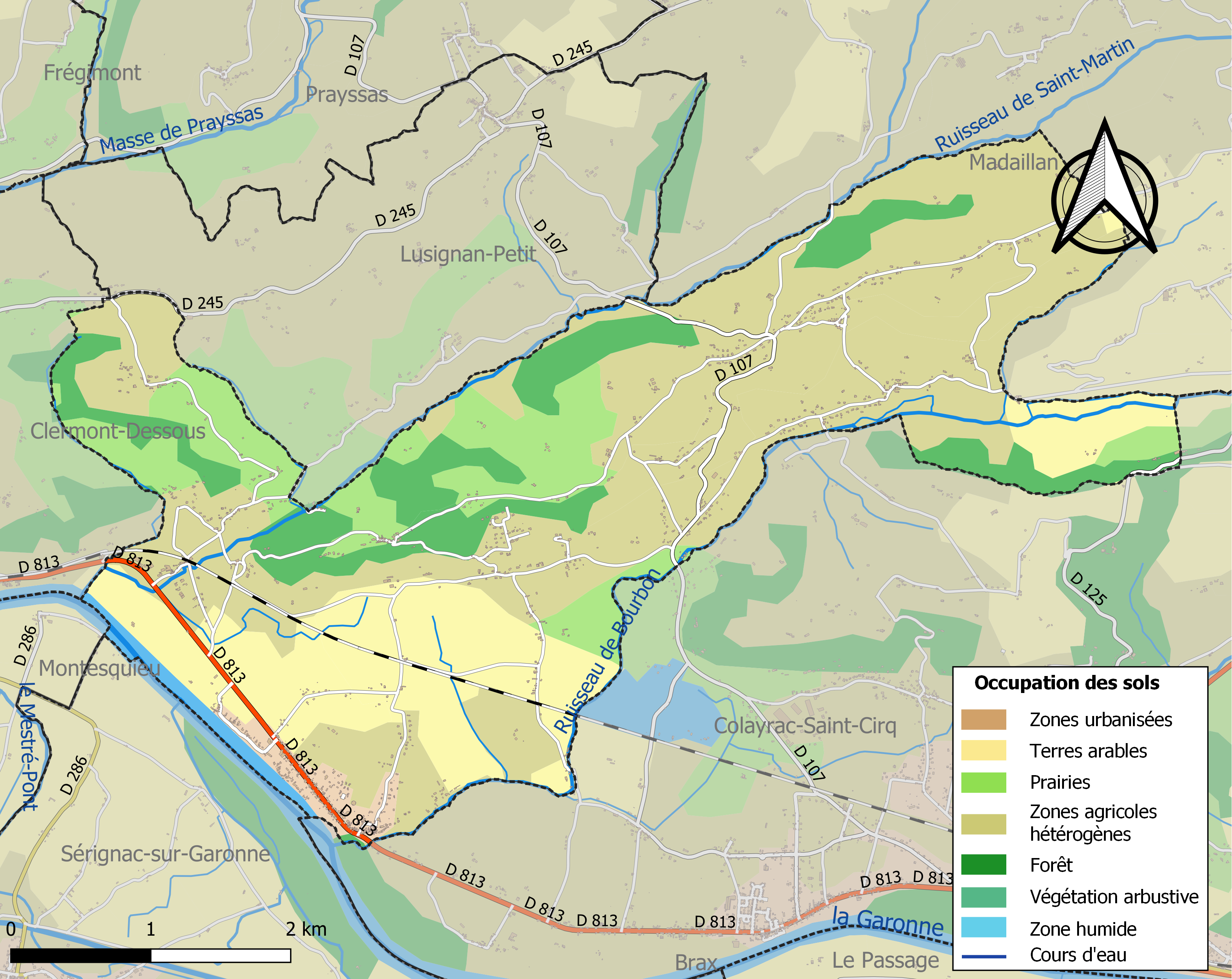
Carte des infrastructures et de l'occupation des sols de la commune en 2018 (CLC).

L'occupation des sols de la commune, telle qu'elle ressort de la base de données européenne d’occupation biophysique des sols Corine Land Cover (CLC), est marquée par l'importance des territoires agricoles (83,6 % en 2018), en diminution par rapport à 1990 (84,5 %). La répartition détaillée en 2018 est la suivante : 
zones agricoles hétérogènes (51,7 %), terres arables (12,9 %), prairies (12,9 %), forêts (12,9 %), cultures permanentes (6,1 %), zones urbanisées (2,1 %), eaux continentales (1,4 %). L'évolution de l’occupation des sols de la commune et de ses infrastructures peut être observée sur les différentes représentations cartographiques du territoire : la carte de Cassini (XVIIIe siècle), la carte d'état-major (1820-1866) et les cartes ou photos aériennes de l'IGN pour la période actuelle (1950 à aujourd'hui).

### Voies de communication et transports
Le réseau Tempo exploité par la société Keolis Agen et dessert les 29 communes de l'agglomération d'Agen soit un total de 92 042 habitants depuis le 30 mars 2012, en remplacement du réseau Transbus.

### Risques majeurs
Le territoire de la commune de Saint-Hilaire-de-Lusignan est vulnérable à différents aléas naturels : météorologiques (tempête, orage, neige, grand froid, canicule ou sécheresse), inondations, mouvements de terrains et séisme (sismicité très faible). Il est également exposé à un risque technologique,  le transport de matières dangereuses. Un site publié par le BRGM permet d'évaluer simplement et rapidement les risques d'un bien localisé soit par son adresse soit par le numéro de sa parcelle.

#### Risques naturels
La commune fait partie du territoire à risques importants d'inondation (TRI) d’Agen, regroupant 20 communes concernées par un risque de débordement de la Garonne, un des 18 TRI qui ont été arrêtés fin 2012 sur le bassin Adour-Garonne. Les événements antérieurs à 2014 les plus significatifs sont les crues de 1435, 1875, 1930, 1712, 1770 et 1952. Des cartes des surfaces inondables ont été établies pour trois scénarios : fréquent (crue de temps de retour de 10 ans à 30 ans), moyen (temps de retour de 100 ans à 300 ans) et extrême (temps de retour de l'ordre de 1 000 ans, qui met en défaut tout système de protection). La commune a été reconnue en état de catastrophe naturelle au titre des dommages causés par les inondations et coulées de boue survenues en 1982, 1992, 1993, 1999, 2003, 2009, 2019 et 2021,.
Les mouvements de terrains susceptibles de se produire sur la commune sont des affaissements et effondrements liés aux cavités souterraines (hors mines), des glissements de terrain et des tassements différentiels. Afin de mieux appréhender le risque d’affaissement de terrain, un inventaire national permet de localiser les éventuelles cavités souterraines sur la commune.

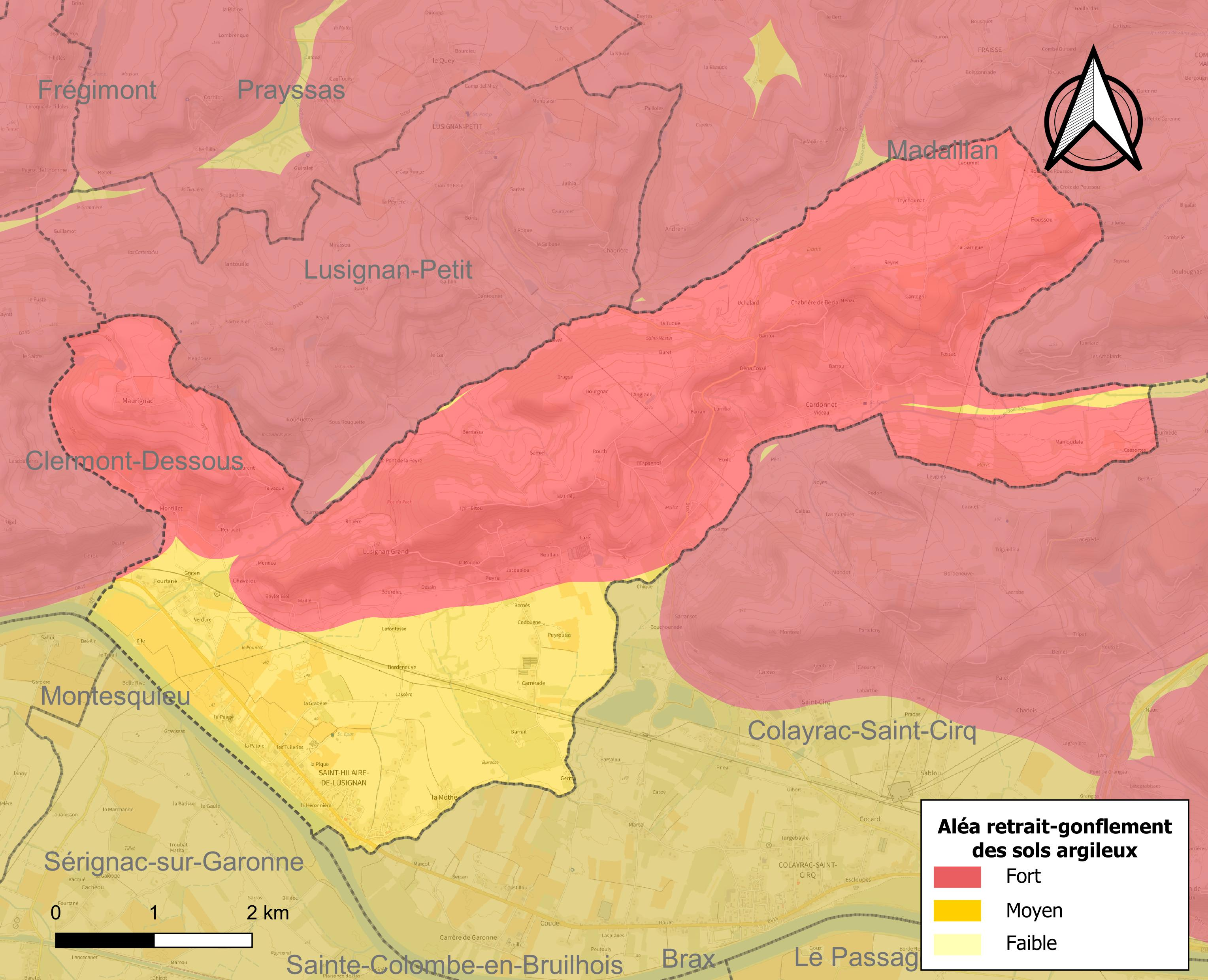
Carte des zones d'aléa retrait-gonflement des sols argileux de Saint-Hilaire-de-Lusignan.

Le retrait-gonflement des sols argileux est susceptible d'engendrer des dommages importants aux bâtiments en cas d’alternance de périodes de sécheresse et de pluie. La totalité de la commune est en aléa moyen ou fort (91,8 % au niveau départemental et 48,5 % au niveau national). Depuis le 1er octobre 2020, en application de la loi ELAN, différentes contraintes s'imposent aux vendeurs, maîtres d'ouvrages ou constructeurs de biens situés dans une zone classée en aléa moyen ou fort,.
Concernant les mouvements de terrains, la commune a été reconnue en état de catastrophe naturelle au titre des dommages causés par la sécheresse en 1993, 2002, 2003, 2005, 2009, 2011 et 2017 et par des mouvements de terrain en 1999.

## Histoire
Il existait un château à Lusignan-Grand qui est cité pour la première fois dans le Saisimentum de 1271, prise de possession des terres d'Alphonse de Poitiers et de Jeanne de Toulouse après leur mort par le roi de France. Le château est entièrement détruit pendant les troubles de la Fronde, en 1649. Dans les dernières années du XVe siècle, un sieur Dantré, co-seigneur de l'Estelle, près de Tournon, est devenu propriétaire des terres de Lusignan. Il a alors pris le nom de cette terre et a fondé la famille des Lusignan d'Agenais qui n'ont aucune parenté avec la Maison de Lusignan. La seigneurie de Lusignan avait été érigée en marquisat sous Louis XIII. Le marquis de Lusignan ayant pris le parti du prince de Condé, le duc d'Épernon s'en prit à ses biens et détruisit de fond en comble son château.
La commune est créée en 1971 par la fusion de Lusignan-Grand et Saint-Hilaire-sur-Garonne.

## Politique et administration

### Liste des maires
| Période                                  | Période      | Identité         | Étiquette | Qualité            |
| ---------------------------------------- | ------------ | ---------------- | --------- | ------------------ |
| Les données manquantes sont à compléter. |              |                  |           |                    |
|                                          |              |                  |           |                    |
| mars 1965                                | mars 2008    | Francis Delpech  | UMP       | Retraité agricole  |
| mars 2008                                | janvier 2024 | Pierre Delouvrié | SE        | Cadre              |
| janvier 2024                             | En cours     | Philippe Maurin  |           | Ancien 1er adjoint |

## Démographie
L'évolution du nombre d'habitants est connue à travers les recensements de la population effectués dans la commune depuis 1800. Pour les communes de moins de 10 000 habitants, une enquête de recensement portant sur toute la population est réalisée tous les cinq ans, les populations de référence des années intermédiaires étant quant à elles estimées par interpolation ou extrapolation. Pour la commune, le premier recensement exhaustif entrant dans le cadre du nouveau dispositif a été réalisé en 2008.

En 2022, la commune comptait 1 509 habitants, en évolution de +0,8 % par rapport à 2016 (Lot-et-Garonne : −0,18 %, France hors Mayotte : +2,11 %).
| 1800  | 1806  | 1821 | 1831  | 1836  | 1841  | 1846  | 1851 | 1856 |
| ----- | ----- | ---- | ----- | ----- | ----- | ----- | ---- | ---- |
| 1 004 | 1 122 | 959  | 1 127 | 1 106 | 1 061 | 1 049 | 979  | 980  |

| 1861  | 1866 | 1872 | 1876 | 1881 | 1886 | 1891 | 1896 | 1901 |
| ----- | ---- | ---- | ---- | ---- | ---- | ---- | ---- | ---- |
| 1 000 | 981  | 875  | 819  | 827  | 807  | 762  | 738  | 675  |

| 1906 | 1911 | 1921 | 1926 | 1931 | 1936 | 1946 | 1954 | 1962 |
| ---- | ---- | ---- | ---- | ---- | ---- | ---- | ---- | ---- |
| 647  | 641  | 617  | 582  | 597  | 608  | 635  | 662  | 681  |

| 1968 | 1975 | 1982  | 1990  | 1999  | 2006  | 2008  | 2013  | 2018  |
| ---- | ---- | ----- | ----- | ----- | ----- | ----- | ----- | ----- |
| 666  | 982  | 1 092 | 1 204 | 1 301 | 1 358 | 1 374 | 1 458 | 1 484 |

| 2022  | - | - | - | - | - | - | - | - |
| ----- | - | - | - | - | - | - | - | - |
| 1 509 | - | - | - | - | - | - | - | - |

## Culture locale et patrimoine

### Lieux et monuments
- Église Saint-Hilaire de Saint-Hilaire-de-Lusignan inscrite au titre des monuments historiques en 1926[32] ;
- Église Saint-Basile de Lusignan-Grand inscrite au titre des monuments historiques en 1950[33].
- Église Notre-Dame de Cardonnet.
- Église Saint-Blaise de Maurignac.

### Personnalités liées à la commune
- Pierre-Blaise-Bernard de Gascq (1786-1870), homme politique né à Lusignan-Grand, président du conseil général de Seine-et-Marne, nommé pair de France en 1841.

### Héraldique
| Blason de Saint-Hilaire-de-Lusignan | Blason  | Tiercé en pairle au 1) d’argent au lion de gueules couronné d’or, au 2) de gueules au serpent ondoyant en pal d’or, au 3) d’azur à la tierce ondée d’argent accompagnée, en pointe, d’une ancre avec sa gumène d’or. |
| Blason de Saint-Hilaire-de-Lusignan | Détails | Le statut officiel du blason reste à déterminer. |